# Хаммагир
Хаммагир (фр. Hammaguir) — бывший ракетный испытательный центр, французский космодром в Африке. Располагался на каменном плато недалеко от города Коломб-Бешар (ныне Бешар) на западе Алжира. Организован 24 апреля 1947 года.
Ракетный центр использовался для испытаний и запусков тактических и исследовательских ракет, в том числе и ракеты-носителя Диамант-А, которая 26 ноября 1965 года вывела на орбиту первый французский спутник А-1 (Астерикс).
18 октября 1963 года, в 07:09 GMT, с французского полигона Хаммагир была запущена геофизическая ракета Veronique («VERnon électrONIQUE»)  с кошкой Фелисетт на борту, которая совершила суборбитальный полёт, поднявшись на высоту 157 км. До настоящего момента (2013 год) это единственный успешный пуск кошки в космическое пространство.
После получения независимости Алжиром в 1962 году, на основании Эвианских соглашений Франция получила право использовать космодром ещё несколько лет. После введения в эксплуатацию первой очереди космодрома Куру во Французской Гвиане алжирский был эвакуирован к 1 июля 1967 года.

## Космические запуски с космодрома Хаммагир
С космодрома Хаммагир было произведено четыре запуска ракеты-носителя Диамант-А, все запуски были успешными.
| Дата старта          | Спутник    | Масса   | Тип ракеты |
| -------------------- | ---------- | ------- | ---------- |
| 26 ноября 1965 года  | Астерикс   | 42 кг   | Диамант-А  |
| 17 февраля 1966 года | Диапазон-1 | 19 кг   | Диамант-А  |
| 8 февраля 1967 года  | Диадема-1  | 22,7 кг | Диамант-А  |
| 15 февраля 1967 года | Диадема-2  | 22,7 кг | Диамант-А  |